# Lilaeopsis brasiliensis
Lilaeopsis brasiliensis là một loài thực vật có hoa trong họ Hoa tán. Loài này được (Glaz.) Affolter mô tả khoa học đầu tiên năm 1985.

## Hình ảnh

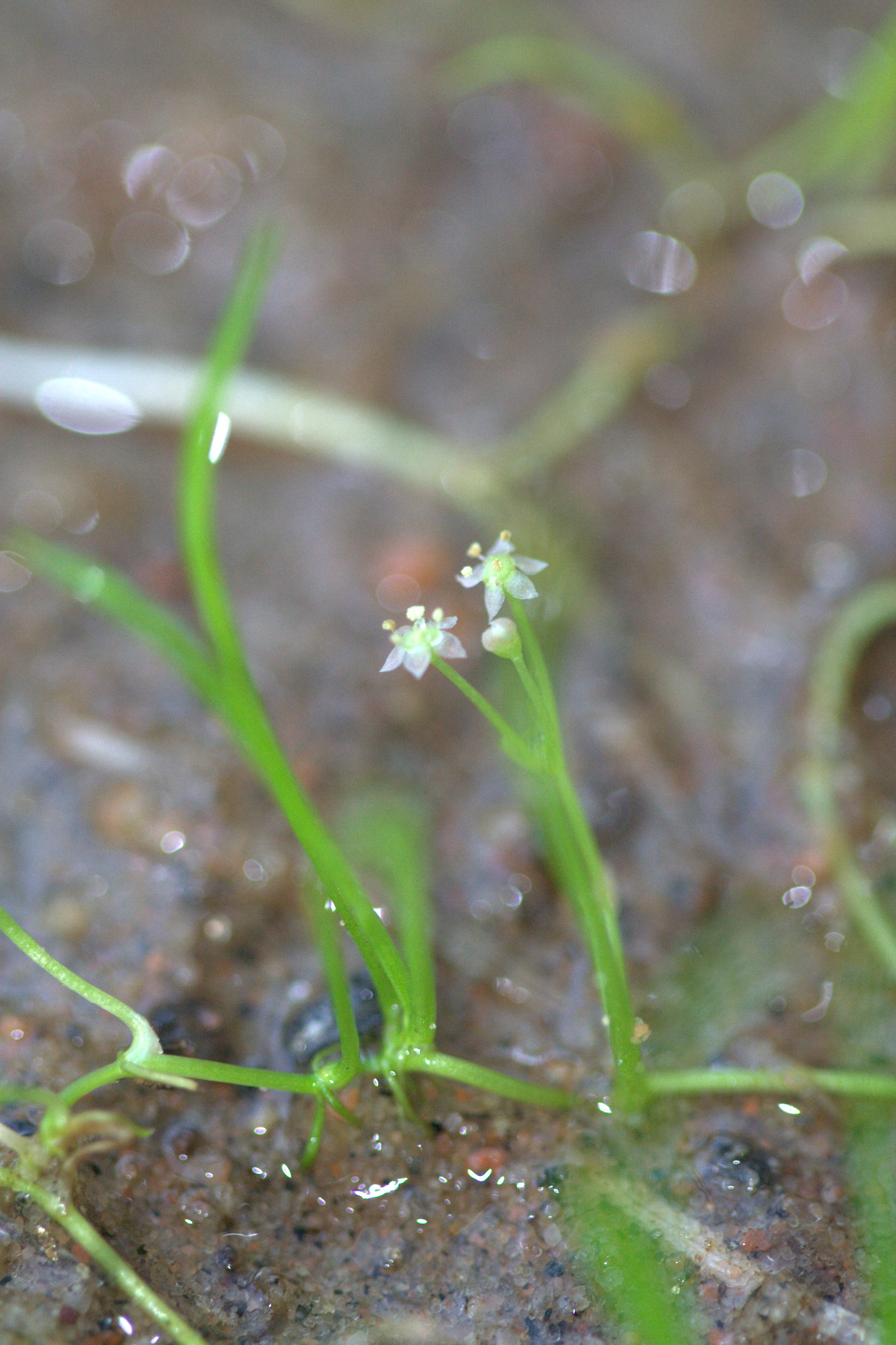
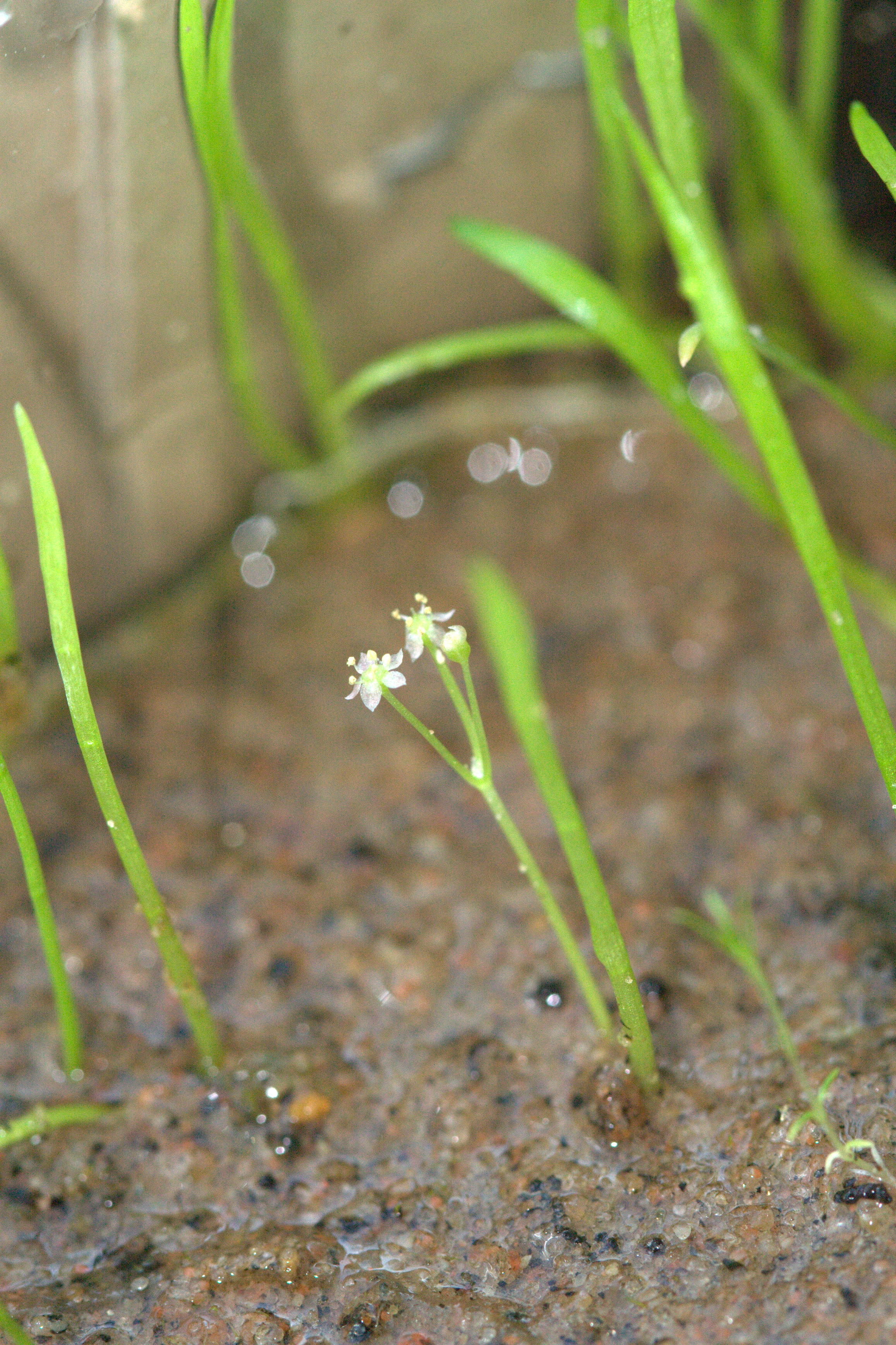